# Almásy-kastély (Gyulavári)
A gyulavári Almásy-kastély 1725 körül épült, többször átépítették. Jelenleg múzeum üzemel falai között.

## Története
A kastély történetében a vízrajzi és a domborzati adottságok jelentős szerepet játszottak. Korabeli térképek alapján megállapítható, hogy a kastély és az uradalom a Fehér-Körös által bezárt félszigeten helyezkedett el.
Dr. Karácsony János Békés Vármegye története című munkájában találkozunk először a térséget érintő intézkedéssel: 1698. évben Löwenburg János Jakab összeíratta és megbecsültette a Körösök mentén elpusztult falvakat, és megvette a gyulavári, a kétegyházi, a várai és a keszi pusztákat. 1716-ban költözött Gyulaváriba, majd majorházat és majort épített.
Lőwenburg halála után Gróf Gaisruck Antalra szállt a birtok, majd a kincstár visszavásárlás után 1741. évben eladta Andrássy Zsigmondnak, Csongrád vármegye alispánjának. Andrássy Kétegyházát tette az uradalom központjává, ahová kastélyt és kápolnát épített.
Az Andrássyaktól újra a kincstárhoz került a kétegyházi uradalom, amelyet 1794-ben Gróf Almásy Ignác vett meg. Később a gyulai tűzvész után a Wenckheimekre szállt a gyulai birodalom, feltehetően hasonló időben épülhetett a kastély.
A kastély közelében 1842. évben épült fel a szeszgyár, a Wenckheim birtokhoz 1869-től az Almásyak jutottak hozzá. A birtokszerző Gróf Almásy Kálmán (1815) örököse, fia, Dénes (1863) volt, aki a lakatlan gyulai kastélyba költözött feleségével, Károlyi Ellával. Wenckheim Stefánia Mária (Kőszeg, 1837. III. 27 - Bad Ischl: 1917. X. 13.) grófnő 1855. VII. 23-án ment feleségül Gyulán Almásy Kálmán grófhoz. Ezt követően lett a gyulai kastély az Almásy család tulajdona.
Gróf Almásy Dénes 1933-ban lányára, Jeanne-ra hagyta a gyulavári birtokot, Szigetmajort a rajta lévő kúriával. A gyulavári birtok többi részét a leánytestvérek örökölték. Gróf Almásy Jeanne férjhez ment Gróf Pongrácz Jenőhöz. A gróf Pongrácz-féle birtokon 1919-1945. évben malom, húsfeldolgozó, szeszgyár és téglagyár is működött. A héttagú grófi család csak nyáron és ősszel tartózkodott a vári kastélyban. Ősszel sok vendég érkezett és nagy vadászatokat tartottak: a kastélyhoz tartozó 200 hold erdő vadban rendkívül gazdag vadaskert volt. A kastélyt és a birtokot téli időszakban gazdatisztek irányították.
1945-ben a szeszgyár, a gépműhely és a gyár körüli egyéb ingatlanok szövetkezeti tulajdonba kerültek. 1948-ig Gróf Almásy Ignác utódai birtokolták a kastélyt, majd az épületet a helyi termelőszövetkezet raktárnak használta. 1949-ben határoztak a kastélyhoz közeli sportpálya megépítéséről, melyet 1952-ben készítettek el.
A kúria és a park Gyulavári község belterületén található, a park területe mára alig 1,8 hektárra zsugorodott. Gyulavári 1776-ban a kétegyházi uradalomhoz tartozott, később önálló település lett, majd 1977. április 1-től közigazgatásilag Gyula városához tartozik.

## Leírása
A 14 szobából álló épület a hozzá tartozó lakóépülettel, gazdasági épülettel, kápolnával és a fennmaradt parkkal jelenleg a település belterületén található. A kastély építésének pontos idejét nem sikerült tisztázni, de az bizonyos, hogy a szeszgyár építésekor (1842) már készen állott.
A feltehetően később épített bővítménnyel toldott kastély stílusa nehezen meghatározható. Egyszerű vidéki kúriának épült, melynek kiemelkedő dísze az ablakokat védő míves ablakkosár. A díszes rácsokat uradalmi kovácsmesterek készítették nagy hozzáértéssel és művészi igénnyel, ezek adják meg az épület jellegzetességét. Eredeti a főbejárat előtti kőkorlátos, virágládás terasz és az udvar felőli íves oldalhatárú lépcsők a fennmaradt kovácsoltvas korlátokkal.
A kastély egy része alatt pince készült, de a lakóház alatt is található kisebb pincerész. A kúriához tartozott a hatoldalú katolikus kápolna is. Mennyezetén egykor angyalokat ábrázoló freskó volt, elhanyagolt állapotú, így beázás következtében a mennyezet beszakadt. A különleges osztású födémgerendák fennmaradtak, így a díszes mennyezet jól helyreállítható.
A második világháborút követően az épületeket teljesen kifosztották, részben elvitték az ajtókat, ablakokat, több helyen a tetőt is megbontották. 1948-tól az épületeket raktárnak használták. Az állagában teljesen leromlott kúria épületet a helyi TSz. komoly anyagi ráfordítással rendbe hozatta, 1963 évtől irodáit is itt helyezte el. Az épület Nyugati részén a tetőzet nagy részét 1984. évben megerősítik (síkba állítják) és a héjazatott felújítják. A kúria közvetlen környékét 1945 márciusában szintén kifosztották, az eredeti kastélykert egy részén családi házak épültek. 
A termelőszövetkezet felszámolása után az 1990-es évek elejétől a kastély lakatlan, állapota romlik, alkalmanként szándékosan rongálják. Az épületegyüttest az Örökségvédelmi Hivatal védendő műemléknek nyilvánította.
Gyula Város Önkormányzata 1995. évben az épületeket 7136 m2 területtel megvásárolta, helyreállítására így hasznosítására többször tett kísérletet. Az épületektől Keletre eső park területet (9730/3 Hrsz.) az Önkormányzat 1991. évben kapta meg. 2004-ben a Körös-Maros Alapítvány vásárolja meg a területet.

## Kiállításai
Erkel-terem (konferenciaterem)
Ez a tér kettős funkcióval rendelkezik. Körben a falakon elhelyezve a 27 európai uniós tagállam, valamint az Unió közös himnuszának bemutatója látható. A nemzeti himnuszok keletkezésének történetét, a himnuszok szerzőinek portréját, az eredeti kottákat illetve szövegeket, valamint a himnuszok magyar nyelvű változatát tablókon ismerhetik meg a látogatók. A himnuszok külön-külön meg is hallgathatók. Az Erkel terem egy kiválóan felszerelt konferenciaterem is egyben, amely alkalmas helyszín a legkülönbözőbb szakmai és szórakoztató programok, rendezvények megrendezésére.
A Himnusz-kiállítás ötlete nem véletlenül fogalmazódott meg, hiszen közismert tény, hogy a magyar nemzeti himnusz zeneszerzője, Erkel Ferenc – a terem névadója – Gyulán született.
Kohán-terem
Állandó kiállítás
A dél-alföldi megyékben élő, illetve néhány Arad megyei alkotó bevonásával, 28 művész munkásságának bemutatását célozza meg a terem. Két jeles helyi festő, Koszta Rozália és Kohán György alkotásaiból is megcsodálhat néhányat a hozzánk érkező látogató.
Időszakos kiállítások
A Kohán-terem alkalmat és lehetőséget biztosít arra, hogy a Kastély részt vállaljon a dél-alföldi régió és a határmenti román területen élő művészek alkotásainak bemutatásában is. A távlati tervek között időszaki kiállítások szervezése is szerepel, melyek egy-egy jeles eseményhez, évfordulóhoz kapcsolódva kiemelt részletességgel ismertetnek meg alkotókat. A rendezvényekkel a Kastély részt kíván venni abban a kulturális együttműködésben, amely az elmúlt évtizedekben igen jó eredménnyel működött a magyar-román határ mentén.
A Gyulavári Kastély állandó kiállításai mellett évről évre több időszaki kiállításnak is teret ad, megadva ezzel a lehetőséget főként a helyi művészeknek, de ugyanakkor más régióbeli alkotóknak is.
Így kapott helyet a kastélyban Kohán György, Koszta Rozália, Kiss Adél, Nagy Márta, Orgoványi Anikó, Oroján István, Nyisztor János, Póka György és még számos jeles alkotó műveinek kiállítása.
Népművészeti bemutató termek
A kiállításban jelentős hangsúlyt kap a Dél-Alföldön élő népek, nemzetiségek életének, szokásainak, népművészetének bemutatása. Hat nemzetiség – magyar, román, német, szlovák, szerb, cigány – történetét ismertetjük míves tárgyakkal, a nemzetiségek alapvető néprajzi sajátosságainak felelevenítésével. A kiállítás rendezői olyan szobabelsőket alakítottak ki, melyekben megtalálhatók a mindennapi élethez kapcsolódó legfontosabb használati tárgyak, ruházkodási kellékek, bútorok, vallási tárgyú relikviák, melyek az egyes nemzetiségek legjellegzetesebb vonásait igyekeznek visszaadni a látogató számára.
A kiállított tárgyak azonban nem pusztán arról tanúskodnak, hogy miképpen éltek a térség különböző származású lakosai, de a használati tárgyak a kor szokásainak megfelelően olyan népi motívumokkal díszítettek, melyek az egyes nemzetiségek népművészetének legfontosabb jegyeit is összefoglalják. A termeket végigjárva képet kaphatunk arról is, milyen hatással voltak egymásra az itt élő nemzetiségek, milyen tartalmi és formai elemeket vettek át egymás művészetéből, mit is jelent a kultúrák egymásra hatása.
A kiállítás azzal, hogy hat, a térségben évszázadokon keresztül békésen együtt élő nemzetiség életéből mutat képeket, önmagában is szemlélteti, hogy az együttélés, az együttműködés nem jelenti az egyes kultúrák megszűnését, ellenkezőleg, a különböző nemzetiségek kulturális értékei erősítik egymást.
Folyosó
A főépület folyosóin kapott helyet az a helytörténeti anyag, mely a legfontosabb momentumokra mutatja be Gyulavári és Gyula történetét.
A fotóanyag olyan szempontrendszer alapján válogattuk össze, hogy abból a látogatók információt kapjanak a legkorábbi időszakok emlékeiből ugyanúgy, mint a közelmúlt eseményeiről. A környékbeli ásatások anyagairól készült fotók mellett ezért láthatók a vidék legnagyobb birtokosaival kapcsolatos dokumentumok, képek, címerek. Gazdag illusztrációs anyag tájékoztat Gyulavári elmúlt száz évének életéről, meghatározó személyiségeiről. A településfejlődés legfontosabb fázisainak megértését segítő korabeli térképek mellett gazdag fotógyűjtemény mutatja be a Kastélyhoz több szállal kötődő Wenckheim, és a tulajdonos Almásy családok jelentősebb személyiségeit is. A kiállítás anyagában néhány helytörténeti aspektusból érdekes tárgy is szerepel.
Szalon
A Kastély egykori lakóinak életéről nagyon kevés anyag maradt fenn. Az épület belső beosztásáról vannak információk, azok azonban korántsem teljesek. Mindamellett a korabeli főúri családok életét meglehetősen jól ismerik a kutatók, s ezen tudás segít rekonstruálni egy-egy épület belső elrendezését is.
Az üveges veranda „kínálja magát” mint pihenő, pipázó helyiség, hiszen elrendezése, fényviszonyai kiválóan alkalmasak a funkció betöltésére. Ennek megfelelően „öltöztették fel” a kiállítás tervezői a teret, felidézve az egykori főúri lakhelyek kártya- és pipázó szobáinak hangulatát. A kiállított bútorok, tárgyak korabeliek, ám nem a Kastély tartozékai voltak, hiszen azok a háború utáni zűrzavarban eltűntek. A berendezés ugyanakkor mégis hűen adja vissza azt a hangulatot, ami egy-egy ilyen helyiséget jellemezhetett abban az időszakban.
Az újonnan kialakított természetismereti kiállítás újszerű ,interaktív elemekkel ragadja meg a látogatókat.Ismerje meg a sok érdekes gombafajtát!Tudjon meg többet az állatokról,városi élőhelyekről,a növények világáról.
A foglalkoztató termeinkben az interaktív szemléltető rendszerek segítségével az állatok intelligenciájáról tudhatnak meg többet.E mellett külön érdekességként szolgál,hogy3D-ben életre kelthetők különböző állatok a táblagépeink segítségével.
X parc épület, gombakiállítás, állatok intelligenciáját bemutató terem
Az újonnan kialakított természetismereti kiállítás újszerű ,interaktív elemekkel ragadja meg a látogatókat.Ismerje meg a sok érdekes gombafajtát!Tudjon meg többet az állatokról,városi élőhelyekről,a növények világáról.
A foglalkoztató termeinkben az interaktív szemléltető rendszerek segítségével az állatok intelligenciájáról tudhatnak meg többet. E mellett külön érdekességként szolgál,hogy 3D-ben életre kelthetők különböző állatok a táblagépeink segítségével.
Ajándékbolt, kávézó és jegypénztár
Intézményünkben ajándékbolt működik, ahol különböző emlék- és ajándéktárgyakat vásárolhatnak a kedves látogatók. Kerámiák, használati tárgyak, kiadványok, képeslapok széles választéka várja az érdeklődőket. Ezen kívül kellemes környezetben fogyaszthatja el frissítő italát, kortyolhatja kávéját akár a kastélyban, akár a teraszon.

## Tulajdonosai
| Év          | Tulajdonos                |
| ----------- | ------------------------- |
| 1698 - 1732 | Lőwenburg János Jakab     |
| 1732 - 1741 | gr. Gaisruck Antal        |
| 1741 - 1776 | gr. Andrássy Zsigmond     |
| 1776 - 1793 | gr. Andrássy György       |
| 1793-1840   | gr. Almássy Ignác         |
| 1840        | gr. Almássy Alajos        |
| 1898-1933   | gr. Almássy Dénes         |
| 1933-1948   | gr. Almássy Jeanne        |
| 1948-1995   | TSz. Tulajdon             |
| 1995-2004   | Gyula Város Önkormányzata |
| 2004 -      | Körös-Maros Alapítvány    |